# Christoph Gottlieb Steinbeck

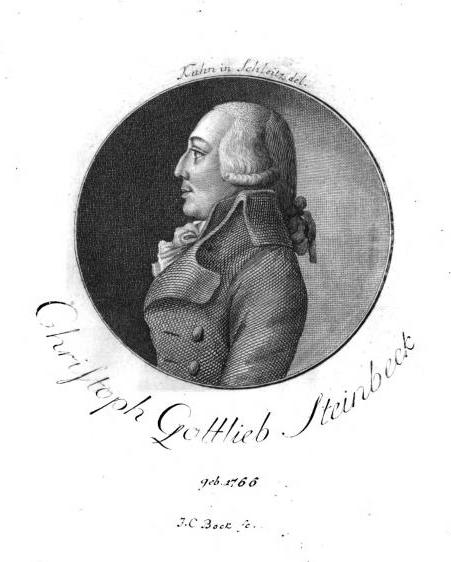
Christoph Gottlieb Steinbeck

Christoph Gottlieb Steinbeck (* 26. April 1766 in Thieschitz bei Gera; † 1. November 1818 in Langenberg bei Gera) war ein deutscher Prediger, Jurist und Schriftsteller der Aufklärung.
Als Autor populärwissenschaftlicher Kalender und Ratgeber war Steinbeck zu seinen Lebzeiten sehr erfolgreich. Sein Werk umfasst außerdem Sachbücher zur Brandbekämpfung, für die er sich interessierte, seit er als Jugendlicher 1780 Augenzeuge des großen Geraer Stadtbrands geworden war.

## Werke (Auswahl)
- Der aufrichtige Kalendermann, ein gar kurioses und nützliches Buch. Für die Jugend und den gemeinen Bürger- und Bauersmann, 2. Auflage 1793 (Digitalisat)
- Frey- und Gleichheitsbüchlein für die Jugend und den deutschen Bürger und Bauersmann,  1794 (Digitalisat)

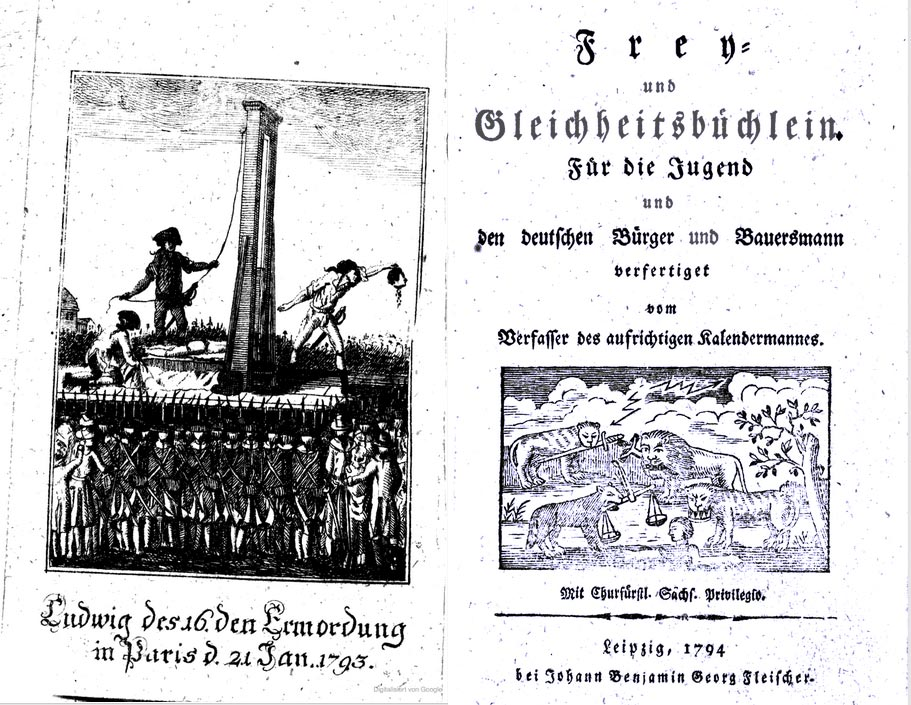
Ludwig XVI Ermordung; aus: Frey- und Gleichheitsbüchlein

- Feuersnoth- und Hülfsbuch fürs teutsche Volk und seine Freunde, 1802 (Digitalisat)
- Handbuch der Feuerpolizey für Marktflecken und Dorfschaften, 1805 (Digitalisat)